# Byt

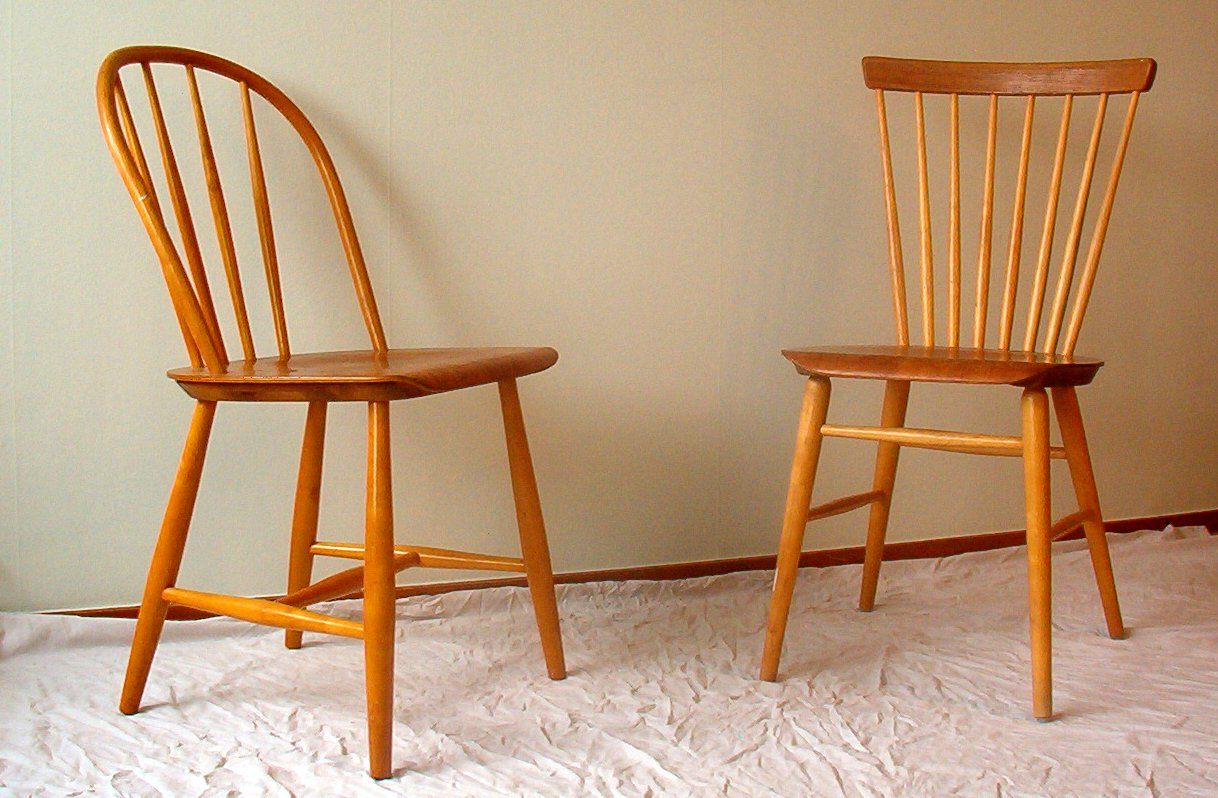
Dwa krzesła – przykład bytów materialnych

Byt (gr. το ον to on lub ουσια ousia; łac. ens) – podstawowe pojęcie filozoficzne z dziedziny ontologii i metafizyki, mające na celu określenie stanu istnienia rzeczy jako elementu życia i wszechświata. Byt rozumiany był przez filozofów w historii na wiele różnych sposobów.
Wyróżnienie pojęcia bytu na wiele kategorii stanowi cechy idei danego nurtu filozoficznego, który za pomocą potwierdzenia bądź zaprzeczenia istnienia poszczególnych kategorii bytów, stanowi nurt filozoficzny. Dzielących je według ich formy i przeznaczenia. Podział, zaproponowany przez profesora Antoniego B. Stępnia, dzieli je na byty:
- absolutne,
- czysto intencjonalne,
- idealne;
- intencjonalne;
- konieczne;
- myślne;
- realne.

## Bytw historii filozofii
Trzecim rozumieniem posługiwał się Parmenides, twórca pierwszej definicji pojęcia bytu. Mówi ona, że byt jest, a niebytu nie ma. Na pytanie „co istnieje?” Parmenides odpowiadał więc „wszystko”.
Pluralizm wprowadził Platon, czyniąc swoje słynne rozróżnienie. Podzielił świat na byty niezmienne i wieczne, które istnieją idealnie (por. idee, byty matematyczne) z jednej strony i byty umieszczone w czasie i przestrzeni (por. przedmiot), nieustannie stające się i przemijające, które nie istnieją w prawdziwym sensie tego słowa. Platon mówił, iż pewne rzeczy istnieją w ten sposób, a inne, w inny. Do tego wskazywał na to, że niekoniecznie te rzeczy, którym przypisujemy istnienie na podstawie doświadczenia zmysłowego, muszą być tymi, które istnieją prawdziwie. Wprowadził tym samym problem określenia tego, co tak naprawdę istnieje.
Arystoteles wyznaczył dziedzinę dla metafizyki/ontologii jako nauki zajmującej się bytem jako bytem, czyli bytem w oderwaniu od jego cech szczególnych. Wprowadził też termin substancji – tego, co istnieje w pierwszym znaczeniu słowa „istnieć”, a w opozycji do niej, termin przypadłości (por. byt konieczny, byt przygodny). Dokonał też charakterystyki pojęcia bytu, która stworzyła podwaliny dla metafizyki klasycznej:
- Byt jest pojęciem najogólniejszym, bo wszystko, co jest, jest bytem. Nie istnieje nic, co nie wchodziłoby w zakres tego pojęcia.
- Byt jest pojęciem nieokreślonym, bo jego treść jest abstrakcją z cech szczegółowych.
- Byt jest pojęciem niedefiniowalnym, bo nie istnieje rodzaj, do którego należałoby to pojęcie. Tym bardziej nie można wskazać różnicy gatunkowej (por. definicja).

U Awicenny pojawiła się idea, że za warunek konieczny i wystarczający bycia bytem można uznać możliwość jego zaistnienia.
Szczytowym osiągnięciem metafizyki klasycznej była teoria bytu św. Tomasza (por. transcendentalia). W tomizmie wyróżnia się byt w sensie dystrybutywnym (czyli każde coś, co istnieje w jakikolwiek sposób – por. przedmiot) i byt w sensie kolektywnym (czyli zbiór wszystkiego, co jest).
Jeżeli uznamy tożsamość między wyrażeniem „byt” a wyrażeniem „to, co istnieje w jakikolwiek sposób”, wtedy możemy wyróżnić dwa aspekty bytu:
- esencjalny (istotę) – „to, co”;
- egzystencjalny (istnienie) – „istnieje”.

Specyfika rozumienia pojęcia bytu zależy od tego, jak pojmujemy poszczególne fragmenty pojęcia, czyli cząstki znaczeniowe „to”, „co” i „istnieje”. Jeśli podzielimy rozumienie pojęcia bytu ze względu na to, co znaczy cząstka "to", czyli na zakres pojęcia bytu, wtedy wyróżnia się:
1. byt w sensie dystrybutywnym („to” to konkretny przedmiot);
2. byt w sensie kolektywnym („to” to zbiór tych przedmiotów);
3. byt jako wszystko („to” wskazuje na bliżej nieokreśloną wszystkość).

## Sposoby otrzymania pojęcia bytu
Władysław Stróżewski wymienił cztery sposoby dojścia do pojęcie bytu:
- Abstrakcja (Arystoteles)

Wychodzimy w niej od konkretnego przedmiotu i drogą abstrakcji odejmujemy jego cechy szczegółowe do momentu, gdy zostaną najbardziej ogólne. Pierwszym stopniem jest abstrakcja fizyczna, która pomija cechy jednostkowe i określa gatunek. Drugim abstrakcja matematyczna, która zostawia tylko aspekt ilościowy. Ostatnim stopniem jest abstrakcja metafizyczna, która zostawia już samo „to, co”.
- Drzewko Porfiriusza (zob. Porfiriusz)

Punktem wyjścia również jest konkretny przedmiot. Za pomocą negacji jego nazwy otrzymujemy gatunek, w wyniku negacji gatunku – rodzaj, itd., aż do najogólniejszego pojęcia bytu.
- Separacja (metoda św. Tomasza)

Wypowiadając sąd egzystencjalny, czyli stwierdzając istnienie, wskazujemy na różnicę między istniejącym i tym, co istnieje. Tak otrzymujemy pojęcie bytu.
- Intuicja

Poprzez wczuwanie się w naturę przedmiotu.